# Pendule Atmos

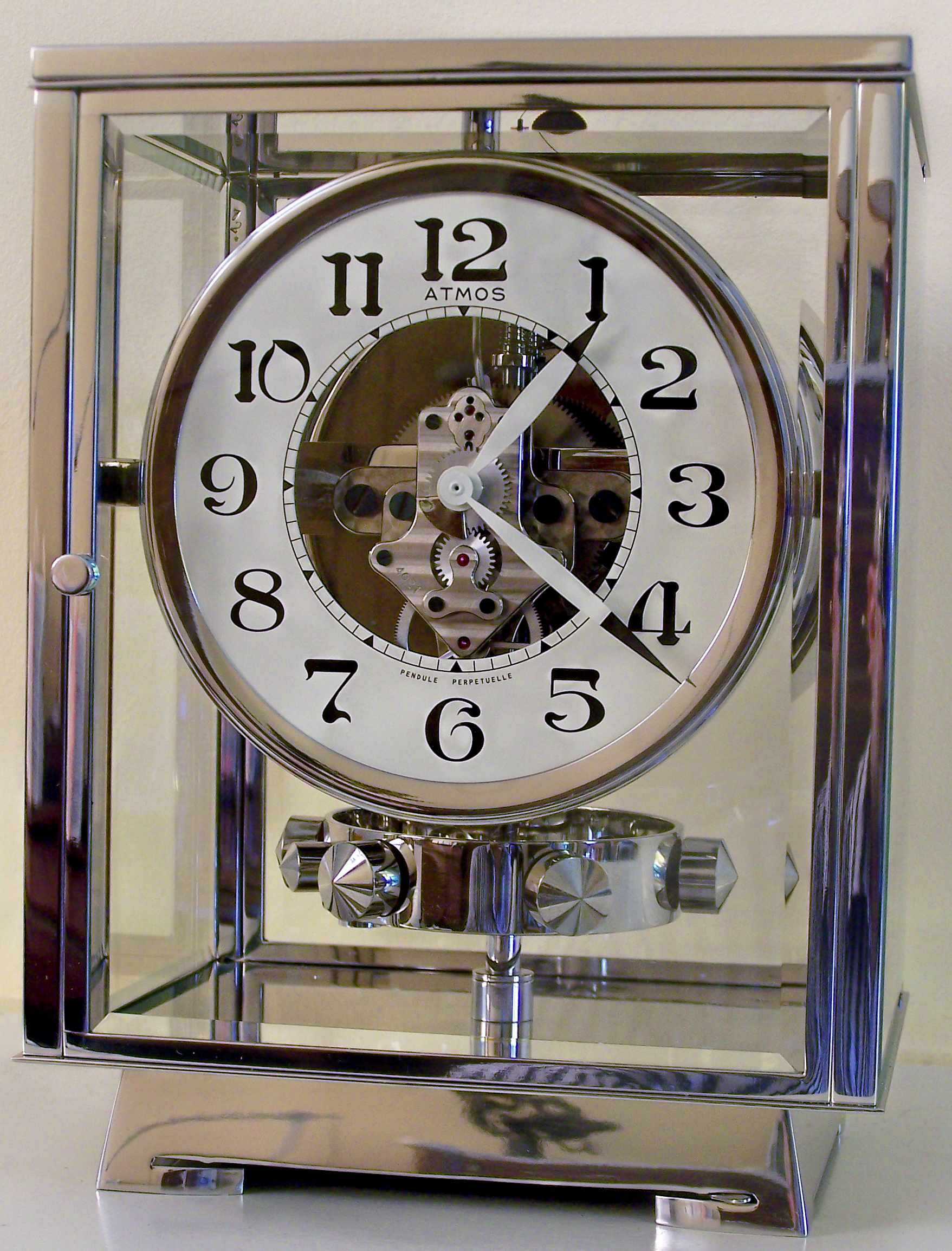
Pendule Atmos no 5042 (vers 1936).

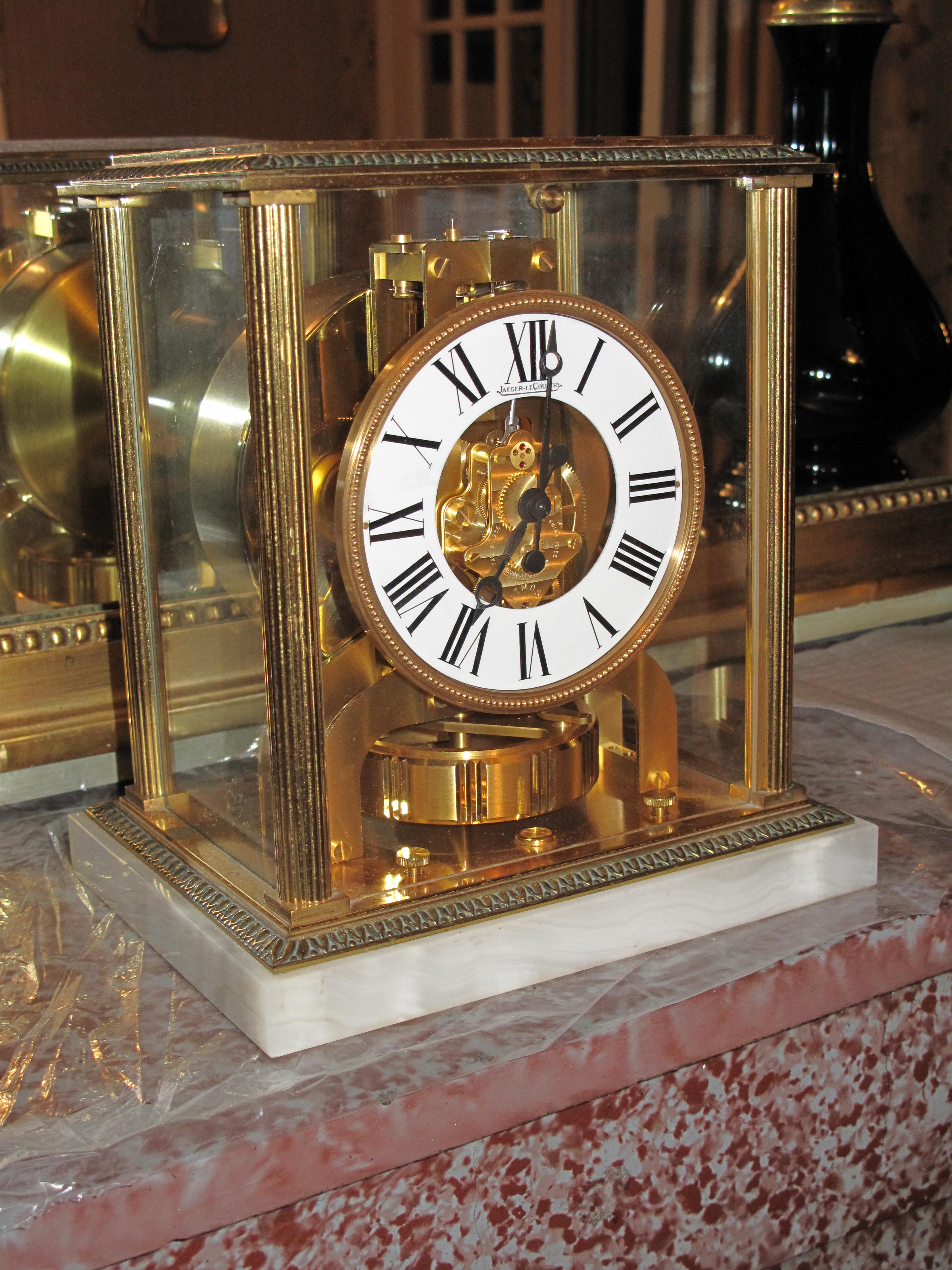
Pendule Atmos avec chiffres romains.

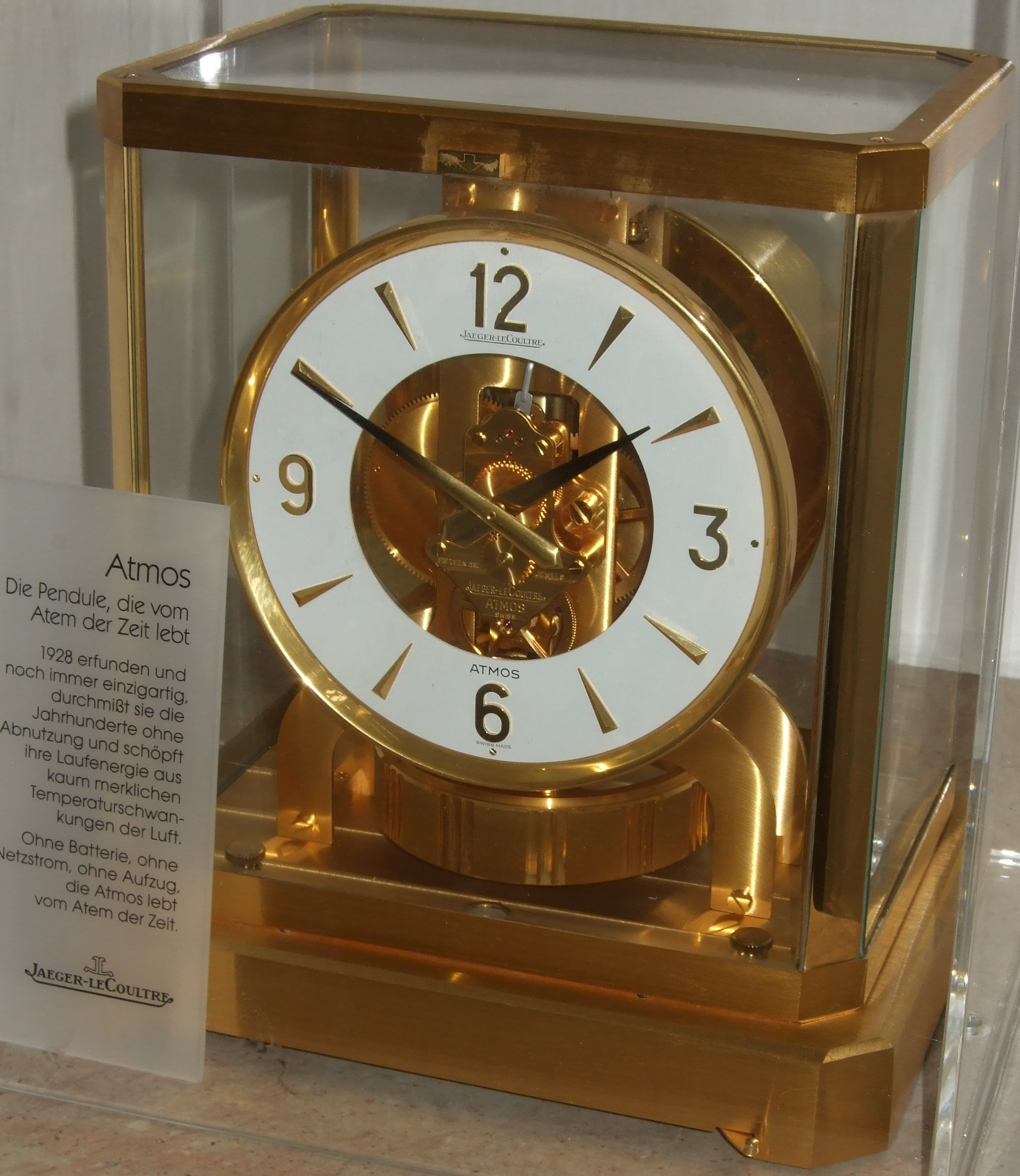
Version classique.

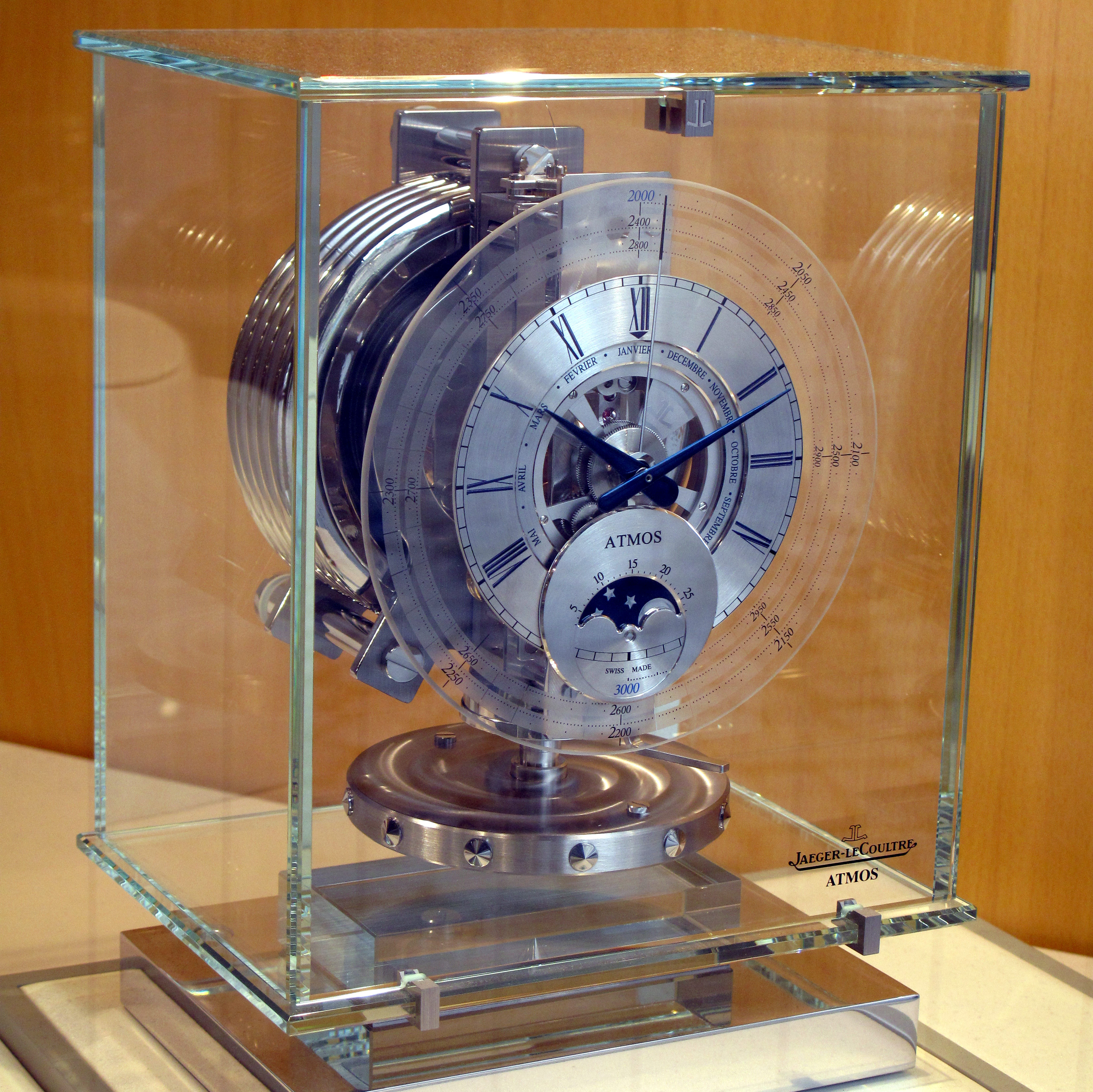
Pendule Atmos Vendôme avec phases lunaires des années 1990.

La pendule Atmos est une pendule (techniquement, une horloge à pendule de torsion) produite par Jaeger-LeCoultre. Pièce emblématique de la manufacture au même titre que la montre Reverso, elle est le cadeau officiel de la Confédération suisse[réf. nécessaire].
Cette pendule, dont le premier modèle fut inventé par Jean-Léon Reutter en 1928, a pour particularité de ne pas avoir besoin de remontage manuel. L’énergie nécessaire à son fonctionnement provient à l’origine du changement de température et de pression atmosphérique, d’où son nom. Elle est également surnommée « l’horloge à mouvement perpétuel » ou encore « la pendule qui vit de l’air du temps ».

## Fonctionnement
La source d’alimentation de la pendule Atmos consiste en une capsule de Vidie scellée hermétiquement contenant un gaz, le chlorure d’éthyle. Ce gaz se dilate dans une membrane quand la température augmente ce qui a pour effet de comprimer le ressort hélicoïdal. Quand la température retombe, le gaz condense et le ressort se relâche. C’est ce mécanisme qui alimente perpétuellement la pendule. Ainsi, une Atmos peut fonctionner pendant des années sans aucune intervention humaine. Une simple variation d’un degré (pour une température entre 15 °C et 30 °C) ou une variation de pression de 3 mmHg suffit à alimenter la pendule pendant deux jours.
Pour faire fonctionner la pendule avec cette modeste source d’énergie, le mécanisme est conçu avec le minimum de friction possible, c’est pourquoi il ne comporte pas d’huile dans ses rouages. La mesure du temps se fait à l’aide d’un balancier qui consomme moins d’énergie qu’un pendule ordinaire. En effet, celui-ci exécute une seule oscillation par minute ce qui représente soixante fois moins qu’une pendule classique ou 240 fois moins qu’une montre-bracelet. Soixante millions d’Atmos réunies consomment moins d’énergie qu’une ampoule électrique de quinze watts !
Le balancier est suspendu à un fil d’élinvar d’une extrême finesse. La torsion de ce fil permet de retenir puis d’entraîner le balancier successivement dans un sens puis dans l'autre. Inventé par Charles-Édouard Guillaume, prix Nobel de physique, ce fil, composé d’un alliage très peu sensible aux changements de température, est vieilli artificiellement selon un procédé tenu secret.

## Historique
L’Atmos doit sa naissance à l’ingénieur suisse Jean-Léon Reutter (de) (1899-1971), qui consacra l’ensemble de sa vie à la recherche du mouvement perpétuel. Dans ce but, il étudia à l’École polytechnique fédérale de Zurich, puis à l’École supérieure d'électricité de Paris.
C’est en 1928 qu’il présente le premier prototype, appelé « Atmos 0 », de sa pendule qui tire son énergie des variations de température et d’atmosphère.
Cette invention eut rapidement un fort retentissement auprès de la communauté scientifique internationale et fut l’objet de nombreux articles à travers le monde. Reutter rencontra cependant des difficultés liées à la commercialisation en série de son invention. Il perfectionna encore sa pendule et une nouvelle version fut lancée en 1930 soit deux ans après la précédente version et fut ainsi la première à être commercialisée.
Les pendules ne rencontrèrent pas le succès escompté et c’est quelque temps plus tard que Jacques-David LeCoultre, petit-fils du fondateur de l'entreprise Jaeger-LeCoultre, découvrit par hasard cette pendule dans la vitrine d’un horloger parisien. Intrigué par cette invention dont il avait entendu parler, il acquit un exemplaire et se mit à l’étudier. C’est ainsi qu’il se mit en contact avec l’inventeur afin de discuter ensemble des améliorations à apporter et démarrer une collaboration en 1932 sur une étude approfondie de la pendule Atmos entre Jean-Léon Reutter et les horlogers de Jaeger-LeCoultre.
Cette collaboration déboucha sur la création du nouveau calibre LeCoultre 30A. Le 22 mai 1936, la manufacture Jaeger-LeCoultre racheta les brevets à Reutter et inscrivit la production de la pendule Atmos à ses statuts. Dès 1939, l’Atmos fut dotée d’une membrane parfaitement étanche. Arrivée à maturité, l’Atmos obtint rapidement un grand succès et un statut d’objet-culte et devint, en 1950, le cadeau officiel de la Confédération suisse. La pendule, que l’on retrouve dans les bureaux de Winston Churchill, J. F. Kennedy, du pape Jean-Paul II et d’autres, reçut le surnom de « pendule des présidents ».
Les horlogers de Jaeger-LeCoultre ont continué de perfectionner l’Atmos et présentent en 1990 l’Atmos Vendôme, première Atmos à complication avec la présence d’une phase lunaire. Cette prouesse est d’autant plus remarquable que l’énergie à disposition est faible. Depuis, les complications se sont succédé et les cabinets se sont diversifiés, notamment avec les modèles imaginés par Éric Coudray.